# Kenyatta International Conference Centre
El Kenyatta International Conference Centre (KICC) es un edificio de 28 plantas situado en el distrito financiero de Nairobi, Kenia. Es una sede reconocida internacionalmente para conferencias, reuniones, exposiciones y eventos especiales a poca distancia de varios hoteles de cinco estrellas. Durante sus 39 años de historia ha albergado varias conferencias, seminarios, exposiciones y cumbres internacionales.

## Historia
El Kenyatta International Conference Centre, conocido coloquialmente como "KICC", fue encargado por Jomo Kenyatta, primer Presidente de la República de Kenia, en 1967. Fue diseñado por el arquitecto noruego Karl Henrik Nøstvik y construido por el contratista Solel Boneh & Factah. La construcción se realizó en tres fases: la Fase I fue la construcción del podio, la Fase II la torre principal y la Fase III el Plenario. La construcción se completó en 1973, y la ceremonia de apertura tuvo lugar en septiembre de 1973, presidida por el presidente Kenyatta. El KICC se devolvió al estado en 2003, cuando la Unión Nacional Africana de Kenia perdió las elecciones y salió del gobierno.

## Estructura

### General
El KICC es actualmente el tercer edificio más alto de Nairobi con 105 metros de altura. Sucedió al Hilton Nairobi como el edificio más alto del país, posición que ostentó durante 26 años, hasta que fue sobrepasado por la Teleposta Tower. La torre tiene 28 plantas, y tiene un restaurante giratorio que ofrece vistas panorámicas de la ciudad. Gira 360° en 76 minutos. La fachada de terracota del edificio refleja la arquitectura africana tradicional, y usa formas simples: el plenario se compone de ortoedros, la torre es un cilindro con varios ortoedros y el anfiteatro y helipuerto parecen conos.
Hay varias salas de conferencias y reuniones bien equipadas. La mayor tiene una capacidad de más de 4000 personas. El KICC está equipado con equipo de interpretación simultánea para hasta siete idiomas, un moderno centro de negocios, una sucursal bancaria, servicios de viaje y visitas, amplios jardines y aparcamiento amplio y seguro. Aparece a menudo como icono de Nairobi.

### Anfiteatro
En el anfiteatro "se unen tradición y modernidad". Está diseñado para reuniones de tamaño medio, con 800 asientos en los tres balones que rodean el auditorio. Está equipado con cabinas SIE, sistemas de grabación, un moderno sistema de megafonía y aislamiento acústico.

### Plenario
El plenario, la mayor sala de conferencias de su clase en África Oriental, está insonorizado con piedra gris, madera natural y techos altos. Está diseñado para grandes reuniones internacionales, exposiciones y bailes, y tiene una capacidad para 5000 personas. Está equipado con sistemas de megafonía y grabación avanzados, equipo de interpretación simultánea sin cables (hasta siete idiomas), y galerías de observación. Sus altos techos tienen decoración elaborada, pancartas y otros materiales promocionales.

### Patio
Hay un patio pavimentado de 705 m² que rodea la estatua de Jomo Kenyatta. Fue diseñado como descanso para los que asistían a conferencias. El patio contiene jardines, piscinas y fuentes géiser. Hay numerosos mástiles de banderas y balcones en el patio para mostrar símbolos promocionales.

### Terrenos COMESA
Los terrenos COMESA consisten en amplios terrenos con vistas del Parlamento de Kenia. En 1999, se celebró en el KICC la mayor exposición de la historia de Kenia, que reunió a expositores de todos los países COMESA. Entre los asistentes estaban nueve jefes de Estado, que habían asistido a la Cumbre de Jefes de Estado. Estos terrenos se pueden usar para albergar grandes exposiciones o como aparcamiento para mil coches.